# Xanthopimpla spicula
Xanthopimpla spicula (лат.) — вид перепончатокрылых наездников-ихневмонид рода Xanthopimpla из подсемейства Pimplinae (Ichneumonidae). 

## Распространение
Вьетнам (Ea So NR, Dak Lak Province).

## Описание
Среднего размера перепончатокрылые насекомые. Основная окраска жёлтая с небольшими чёрными пятнами. Длина тела 9 мм, переднего крыла 7 мм. Усики постепенно утончаются к вершине, первый членик усика в 1,55 раза длиннее второго; диаметр латерального глазка в 1,6 раза больше глазодвигательного расстояния; лоб гладкий; высота лица равна ширине, в неглубокой мелкой пунктировке; наличник в 0,6 раза больше ширины; щёчное пространство примерно в 0,25 раза больше ширины жвалы. Основной цвет лимонно-жёлтый; усики чёрные, кроме внешней стороны скапуса, педицель, первый и последний жгутики желтоватые; среднеспинка с тремя сплошными чёрными пятнами посередине, из которых два латеральных косых пятна крупнее округлого срединного пятна, и чёрное пятно впереди щитика; основание проподеума с чёрной полосой; основание средней голени и боковая сторона заднего вертлуга коричневые; передняя поверхность задних тазиков с округлым чёрным пятном; задние голени в основании чёрные, задние лапки черноватые; крылья прозрачные, птеростигма и жилки чёрные; тергиты 1, 7 и 8 с чёрными перевязями, тергиты 2–6 с двумя латеральными чёрными пятнами; чёрные пятна на 2-м тергите мельчайшие, почти округлые; яйцеклад красновато-коричневый; яйцеклад чёрный. Предположительно, как и близкие виды паразитирует на гусеницах и куколках бабочек (Lepidoptera). Вид был впервые описан в 2011 году энтомологами из Вьетнама (Nhi Thi Pham; Institute of Ecology and Biological Resources, 18 Hoang Quoc Viet, Ханой, Вьетнам), Великобритании (Gavin R. Broad; Department of Entomology, Natural History Museum, Лондон, Великобритания), Японии (Rikio Matsumoto; Osaka Museum of Natural History, Осака, Япония) и Германии (Wolfgang J. Wägele; Zoological Reasearch Museum Alexander Koenig, Бонн, Германия). Xanthopimpla spicula сходен с видом Xanthopimpla sparsa Townes & Chiu отличаясь по полному дорсолатеральному килю первого тергита, более густой грубой пунктировке на втором тергите и уплощенной вершине яйцеклада. Новый вид также отличается цветовым рисунком.